# Moutiers-sous-Argenton
Moutiers-sous-Argenton is een plaats en voormalige gemeente in het Franse departement Deux-Sèvres. De plaats maakt deel uit van het arrondissement Bressuire.

## Geschiedenis
De gemeente maakte deel uit van het kanton Argenton-les-Vallées tot het op 22 maart werd opgeheven en de gemeente werd opgenomen in het aangrenzende kanton Mauléon. Op januari 2016 fuseerde Moutiers-sous-Argenton met de gemeenten Argenton-les-Vallées, Le Breuil-sous-Argenton, La Chapelle-Gaudin, La Coudre en Ulcot tot de commune nouvelle Argentonnay. Deze gemeente ging deel uitmaken van de op die dag gevormde regio Nouvelle-Aquitaine, die sinds 13 september Nouvelle-Aquitaine heet.

## Geografie
De oppervlakte van Moutiers-sous-Argenton bedraagt 35,9 km², de bevolkingsdichtheid is 16,9 inwoners per km².
De onderstaande kaart toont de ligging van Moutiers-sous-Argenton met de belangrijkste infrastructuur en aangrenzende gemeenten.

## Demografie
Onderstaande figuur toont het verloop van het inwonertal.
Argenton-les-Vallées · Le Breuil-sous-Argenton · La Chapelle-Gaudin · La Coudre · Moutiers-sous-Argenton · Ulcot